# Ponticola gorlap
Ponticola gorlap is een straalvinnige vissensoort uit de familie van grondels (Gobiidae). De wetenschappelijke naam van de soort is voor het eerst geldig gepubliceerd in 1996 door Vasil'yeva & Vasil'ev.
De soort staat op de Rode Lijst van de IUCN als niet bedreigd, beoordelingsjaar 2008.